# Schaghticoke
Schaghticoke és una població dels Estats Units a l'estat de Nova York. Segons el cens del 2000 tenia 676 habitants.

## Demografia
Segons el cens del 2000, Schaghticoke tenia 676 habitants, 270 habitatges, i 181 famílies. La densitat de població era de 352,7 habitants per km².
Dels 270 habitatges en un 34,4% hi vivien nens de menys de 18 anys, en un 50,4% hi vivien parelles casades, en un 11,9% dones solteres, i en un 32,6% no eren unitats familiars. En el 25,9% dels habitatges hi vivien persones soles el 10,4% de les quals corresponia a persones de 65 anys o més que vivien soles. El nombre mitjà de persones vivint en cada habitatge era de 2,5 i el nombre mitjà de persones que vivien en cada família era de 3,03.
Per edats la població es repartia de la següent manera: un 26,2% tenia menys de 18 anys, un 9,5% entre 18 i 24, un 32% entre 25 i 44, un 20,6% de 45 a 60 i un 11,8% 65 anys o més.
L'edat mediana era de 36 anys. Per cada 100 dones de 18 o més anys hi havia 96,5 homes.
La renda mediana per habitatge era de 37.417 $ i la renda mediana per família de 44.432 $. Els homes tenien una renda mediana de 36.510 $ mentre que les dones 26.667 $. La renda per capita de la població era de 17.734 $. Entorn del 7,4% de les famílies i el 8,3% de la població estaven per davall del llindar de pobresa.